# Amadina erythrocephala
L'amadina testarossa (Amadina erythrocephala (Linnaeus, 1758)) è un uccello passeriforme della famiglia degli Estrildidi.

## Etimologia
Il nome scientifico di questi uccelli, erythrocephala, deriva dall'unione delle parole greche ἐρυθρός (erythros, "rosso") e κεφαλή (kefale, "testa"), col significato di "dalla testa rossa", dal quale deriva a sua volta il nome comune della specie.

## Descrizione

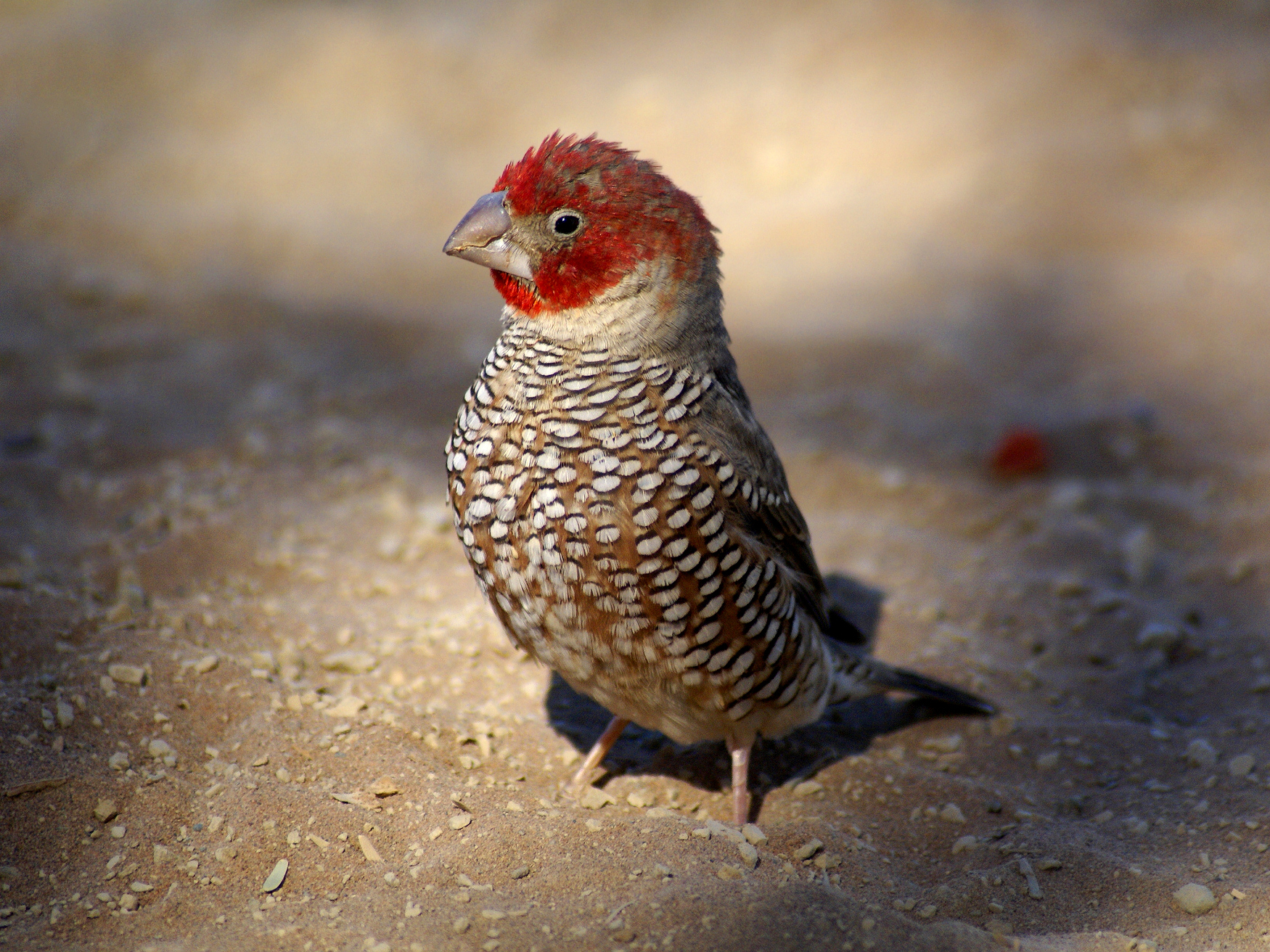
Maschio al suolo.

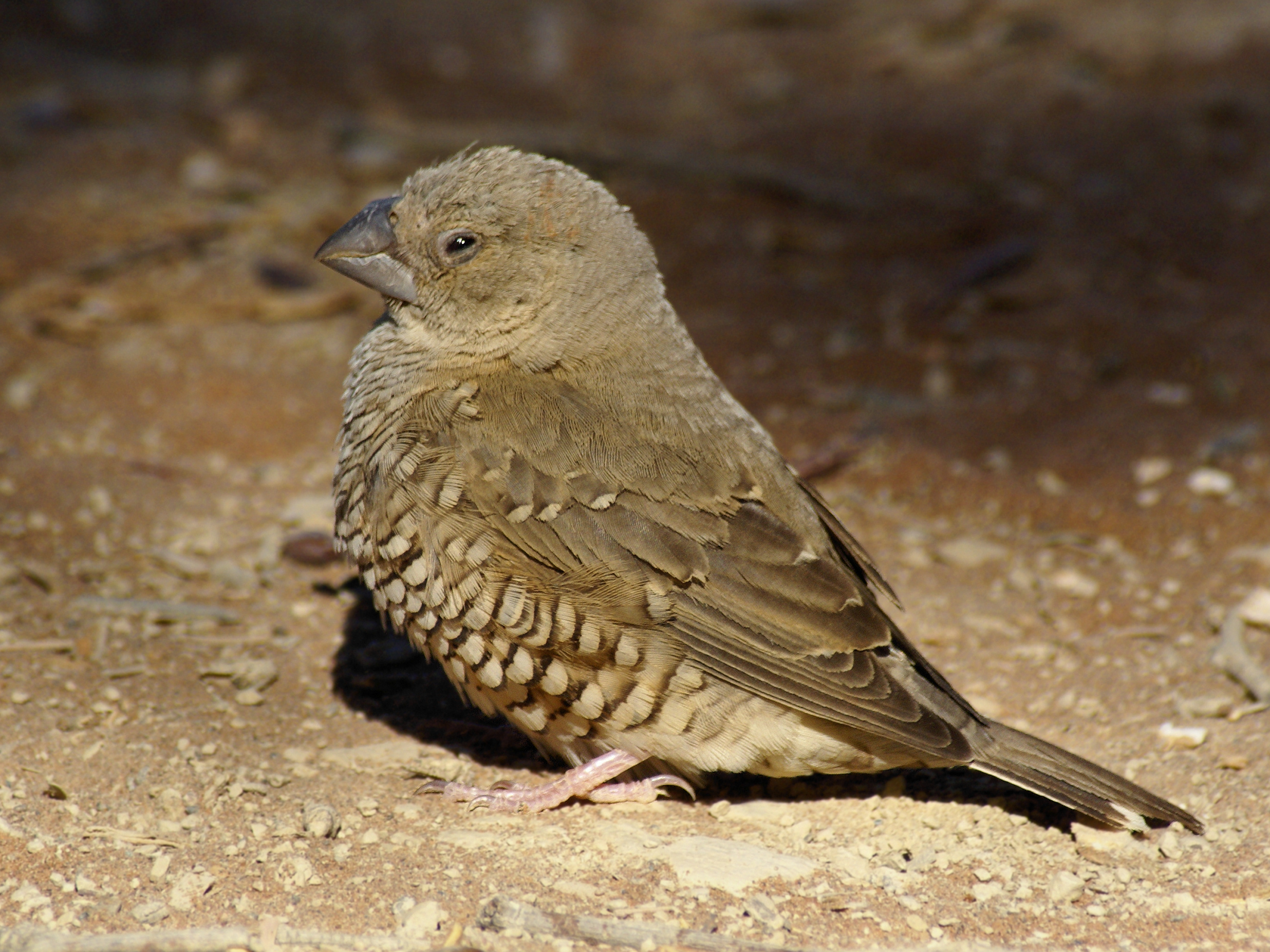
Femmina al suolo.

### Dimensioni
Si tratta di uccelli di piccola taglia, sebbene i 14 cm di lunghezza raggiunti in media dalla specie rendano l'amadina testarossa uno degli esponenti più grandi della propria famiglia.

### Aspetto
Si tratta di uccelletti di costituzione robusta, muniti di un becco tozzo e massiccio atto a frantumare il cibo.

La colorazione è grigio-bruna su tutto il corpo, con tendenza a scurirsi su codione e coda e a schiarirsi fino al beige-biancastro su ventre e sottocoda: sul petto le penne sono bianche ma orlate di bruno-nerastro, a formare un caratteristico effetto a scaglie, mentre macchie bianche possono essere presenti anche sulle penne delle ali. Nel maschio la testa è di colore rosso ruggine, mentre nella femmina questa colorazione è assente o appena accennata, con la testa che si presenta dello stesso colore del dorso e gola biancastra, oltre a un'orlatura scura delle penne del petto meno accentuata. Caratteristica di questa specie è una grande variabilità individuale della livrea, con presenza di cappuccio rosso più o meno esteso, di tonalità di dorso e ventre maggiormente tendenti al grigio o al bruno o ancora di sfumature rossicce presenti anche su ventre e dorso: la livrea tende inoltre a scurirsi con l'età. In ambedue i sessi gli occhi sono di colore bruno, il becco è grigio-nerastro e le zampe sono di colore carnicino.

## Biologia
Si tratta di uccelli diurni, il cui comportamento varia in funzione del tipo di ambiente e dalla quantità di cibo in esso reperibile. Gli esemplari diffusi nelle aree più aride tendono a raggrupparsi in stormi anche molto consistenti, costituiti da coppie ed individui singoli anche non imparentati fra loro che effettuano spostamenti anche di una certa entità alla ricerca di cibo ed acqua, separandosi però assai raramente; nelle popolazioni diffuse in ambienti più umidi, invece, la tendenza all'aggregazione è meno accentuata, con formazione di gruppetti che contano poche decine di capi (spesso imparentati fra loro, ad esempio una coppia coi figli di varie nidiate, a loro volta accoppiati) o di coppie singole, che rimangono stanziali.

### Alimentazione
L'amadina testa rossa è un uccello essenzialmente granivoro, che tuttavia a differenza delle altre specie di estrildidi si nutre senza problemi anche di insetti ed altri invertebrati, i quali compongono una buona parte della sua dieta, che viene inoltre integrata quando possibile anche con frutta, bacche, fiori e germogli.

### Riproduzione
Il periodo riproduttivo è piuttosto irregolare, essendo strettamente legato all'arrivo delle piogge, che favoriscono la crescita della vegetazione e quindi aumentano la disponibilità di cibo.
Durante la cova e l'allevamento della prole si formano gruppi di 2-6 coppie di questi uccelli, che si dimostrano molto territoriali nei confronti di eventuali intrusi, anche conspecifici.

Il nido ha una forma globosa e si compone di un intreccio grossolano di fibre vegetali e rametti con una cavità interna foderata di penne e piume: questi uccelli tuttavia difficilmente costruiscono un proprio nido, preferendo molto spesso occupare nidi abbandonati di uccelli tessitori o rondoni.

All'interno del nido la femmina depone da 2 a 8 uova biancastre e di grosse dimensioni rispetto alla taglia dell'uccello, le quali vengono incubate per 12-14 giorni principalmente dalla madre, con il maschio che durante il giorno tende a rimanere di guardia nei pressi del nido (sebbene possa alternarsi con essa alla cova) e che durante la notte ritorna al nido per riposarsi. I pulli, ciechi e nudi alla nascita, sono di colore molto scuro con becco giallo munito di caratteristiche protuberanze biancastre ai lati, ben visibili quando il becco è aperto e che hanno infatti la funzione di stimolare l'imbeccata ai genitori nella penombra del nido: essi vengono imbeccati da ambedue i genitori e sono in grado d'involarsi fra i 22 e i 25 giorni dalla schiusa, allontanandosi tuttavia del tutto dal nido solo dopo altre tre settimane.

## Distribuzione e habitat
Questa specie occupa un areale che comprende un'ampia porzione dell'Africa sud-occidentale e meridionale (Angola, Zimbabwe, Namibia, Sudafrica, Botswana e Lesotho).
L'habitat di questi uccelli è rappresentato dalle aree di boscaglia secca e di savana: tuttavia, questi uccelli non esitano a colonizzare le aree semidesertiche ed i margini del deserto vero e proprio, pur rimanendo maggiormente legati a fonti d'acqua permanenti rispetto ad altri uccelli dalle medesime abitudini, come ad esempio il becco d'argento. Pertanto, la colonizzazione umana delle aree semidesertiche (come ad esempio il Botswana o il Kalahari), con la conseguente creazioni di pozzi e bacini idrici artificiali, ha consentito a questa specie di espandere il proprio areale alle zone convertite alla pastorizia o all'agricoltura, sebbene l'amadina testa rossa si dimostri piuttosto timida nei confronti dell'uomo.

## Tassonomia
Inizialmente classificata assieme a molti altri estrildidi col nome di Loxia erythrocephala da Linneo, sottintendendone una parentela coi crocieri eurasiatici, in seguito questa specie è stata ascritta al genere Amadina, che condivide con l'assai simile gola tagliata.

Sebbene in passato se ne riconoscessero due sottospecie (Amadina erythrocephala erythrocephala e Amadina erythrocephala dissita), distinte fra loro principalmente in base all'estensione e alla tonalità del colore rosso nel maschio, attualmente gli studiosi sono più propensi a considerare la specie come monotipica.